# Okondja
Okondja es una comuna gabonesa, chef-lieu del departamento de Sébé-Brikolo de la provincia de Haut-Ogooué.
En 2013 la comuna tenía una población de 10 785 habitantes, de los cuales 5681 eran hombres y 5104 eran mujeres. El principal grupo étnico de la zona son los mbama, que hablan una lengua mbete.
El área de la comuna alberga importantes reservas de manganeso, cuya minería es el principal motor de la economía local. Aunque se ubica en un área forestal, se ha desarrollado la agricultura por albergar una alta diversidad de cultivares inusuales de banana y café.
Se ubica a medio camino entre Franceville y Makokou por la carretera R15. Al oeste de la localidad sale la carretera R19 que lleva a Lastoursville. Por la localidad pasa el río Sébé, afluente por la derecha del río Ogooué.